# Труфаново (Великодвірське сільське поселення)
Труфаново (рос. Труфаново) — присілок Бокситогорського району Ленінградської області Росії. Входить до складу Великодвірського сільського поселення.
Населення — 17 осіб (2012 рік). 